# Finno-Canadiens
Les Finno-Canadiens sont des citoyens canadiens d'origine finlandaise ou avec la citoyenneté finlandaise ou de personnes d'origine finlandaise qui vivent au Canada. Selon Statistique Canada, en 2011, il y avait 136 215 personnes d'origine finlandaise vivant au Canada, soit 0,4% de la population totale du pays. La plupart des Finno-Canadiens vivent en Ontario 74 505, suivie par la Colombie-Britannique 31 610 et l'Alberta 16 285.